# القديمة (الجوف)
القديمة هي إحدى قرى الجمهورية اليمنية. وهي تتبع جغرافيًا لمحافظة الجوف. وإداريًا لمديرية خراب المراشي. يبلغ تعداد سكانها 4851 نسمة حسب الإحصاء الذي جرى عام 2004.